# Able Archer 83

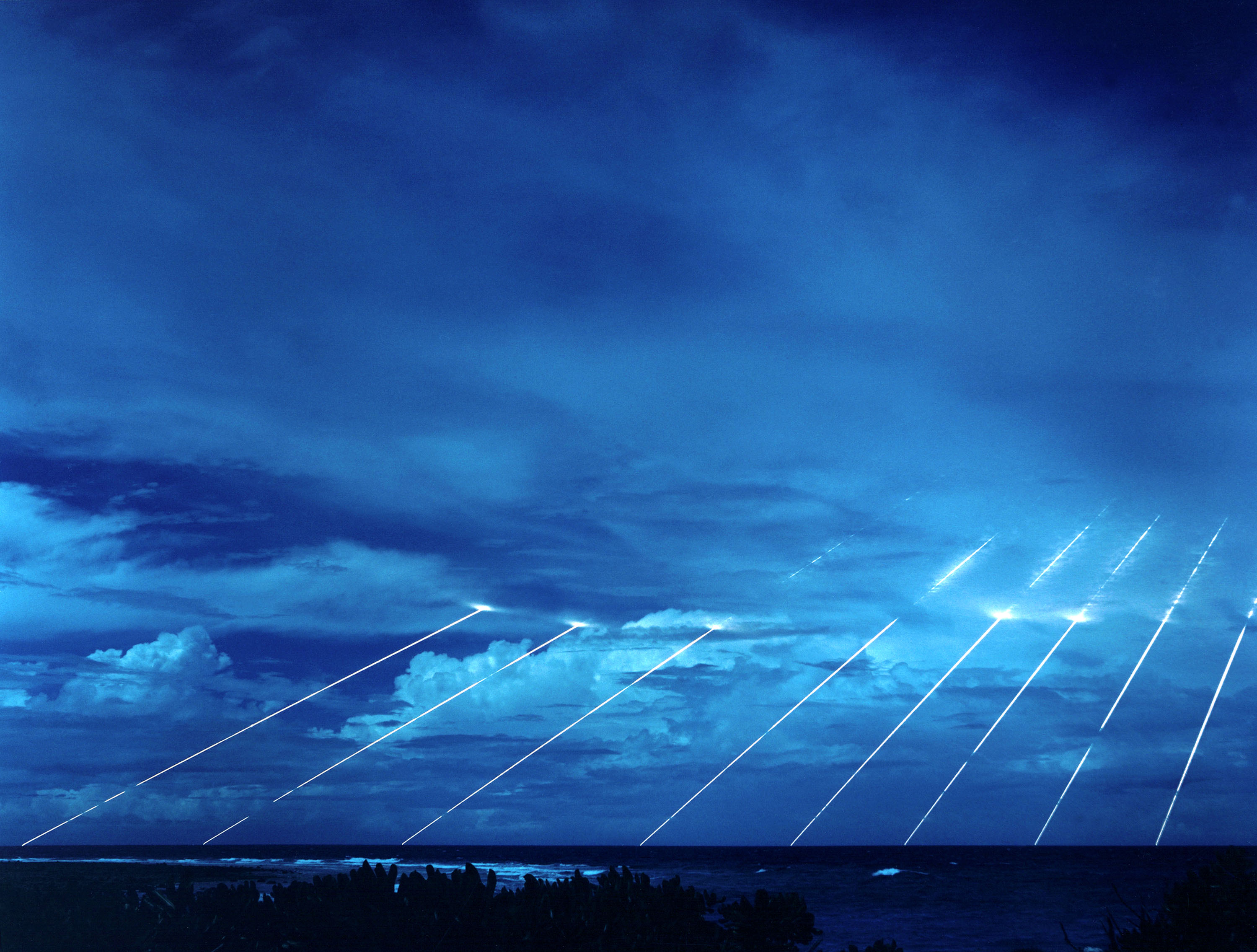
LGM–118A Peacekeeper interkontinentális ballisztikus rakéta robbanótölteteinek visszatérése a Kwajalein-atollon lévő rakétakísérleti telep közelében

Az Able Archer 83 1983. november 2-án kezdődött, tíznapos NATO-hadgyakorlat volt. A hidegháború eme meglehetősen kevéssé ismert mozzanatára több történész is úgy tekint, mint az 1962-es kubai rakétaválság utáni korszak azon pillanatára, amikor a világ legközelebb került egy atomháborúhoz.
Az egész Nyugat-Európát felkaroló hadgyakorlat középpontjául a belgiumi Monstól északra található NATO-főhadiszállás szolgált. Az Able Archer hadgyakorlat-sorozat egy egyre fokozódó konfliktushelyzetet szimulált, amely atomfegyverek tömeges bevetésében érte el csúcspontját. Az 1983-as hadgyakorlat több új, korábban nem gyakorolt elemet is tartalmazott, többek között kódolt rádióadásokat, rádiócsendet, államfők részvételét és egy szimulált DEFCON 1 nukleáris riasztást. A hadgyakorlat valósághű mozzanatait súlyosbította az Egyesült Államok és a Szovjetunió között a Pershing II rakéták európai telepítési tervei miatt kialakult feszültség. A Szovjetunióban ezért néhányan úgy gondolták, hogy az Able Archer 83 hadgyakorlat csupán álca, amely egy megsemmisítő első atomcsapás előkészületeit palástolja. Válaszlépésként a szovjetek készültséget rendeltek el a saját nukleáris haderőiknél, valamint a Kelet-Németországban és Lengyelországban állomásozó légi egységeiknél. Az atomháború veszélye a hadgyakorlat november 11-i végezetével hirtelen elhárult.

## Előzmények

### A RJAN-hadművelet
Az Able Archer 83 körül kialakult krízishelyzet egyik fő eleme két évvel korábban került a helyére. 1981 májusában magas rangú KGB-s tisztek és szovjet politikusok előtt Leonyid Brezsnyev, az SZKP főtitkára, valamint Jurij Andropov, a KGB parancsnoka, együtt kijelentette, hogy az USA titokban atomtámadást készít elő a Szovjetunió ellen. A fenyegetés visszaszorítására Andropov bejelentette, hogy a KGB és a GRU megkezdi a RJAN-hadműveletet; a RJAN (oroszul РЯН) az atomrakéta-támadás (Ракетное Ядерное Нападение) kezdőbetűinek rövidítése. A RJAN-hadművelet a szovjet békeidős történelem legnagyobb méretű hírszerzési programja volt. A külföldön állomásozó ügynökök többek között megfigyelés alatt tartották azokat a kulcsszemélyeket, akik egy atomtámadás beindítását tudnák elrendelni; azokat a katonákat és azt a műszaki személyzetet, akik a támadás végrehajtásában vennének részt; valamint azokat a létesítményeket, ahonnan a támadás indulna. Nagy valószínűséggel a RJAN-hadművelet célja egy esetleges támadási szándék felderítése majd megelőzése volt.
A RJAN-hadműveletet kiváltó okok nagy része napjainkban is ismeretlen. A legmagasabb rangú, KGB-ből disszidáló Oleg Gordijevszkij véleménye szerint a „szovjet üldözési mánia” és a „reagani uszítás” egymást erősítette. Brezsnyev és Andropov „nagyon régies, ... kommunista dogmák által könnyen befolyásolható” emberek voltak, akik tényleg hittek abban, hogy Reagan képes atomháborút indítani és a Szovjetuniót, Trockij szavaival élve, „a történelem szemétdombjára” vetni. Benjamin B. Fisher, a CIA egyik történésze számos okot talált, amelyek a RJAN-hadművelet beindításához vezettek. A listavezető ok Reagan elnök 1981-es beiktatása után nem sokkal vette kezdetét: a lélektani hadviselés.

### Lélektani hadviselés

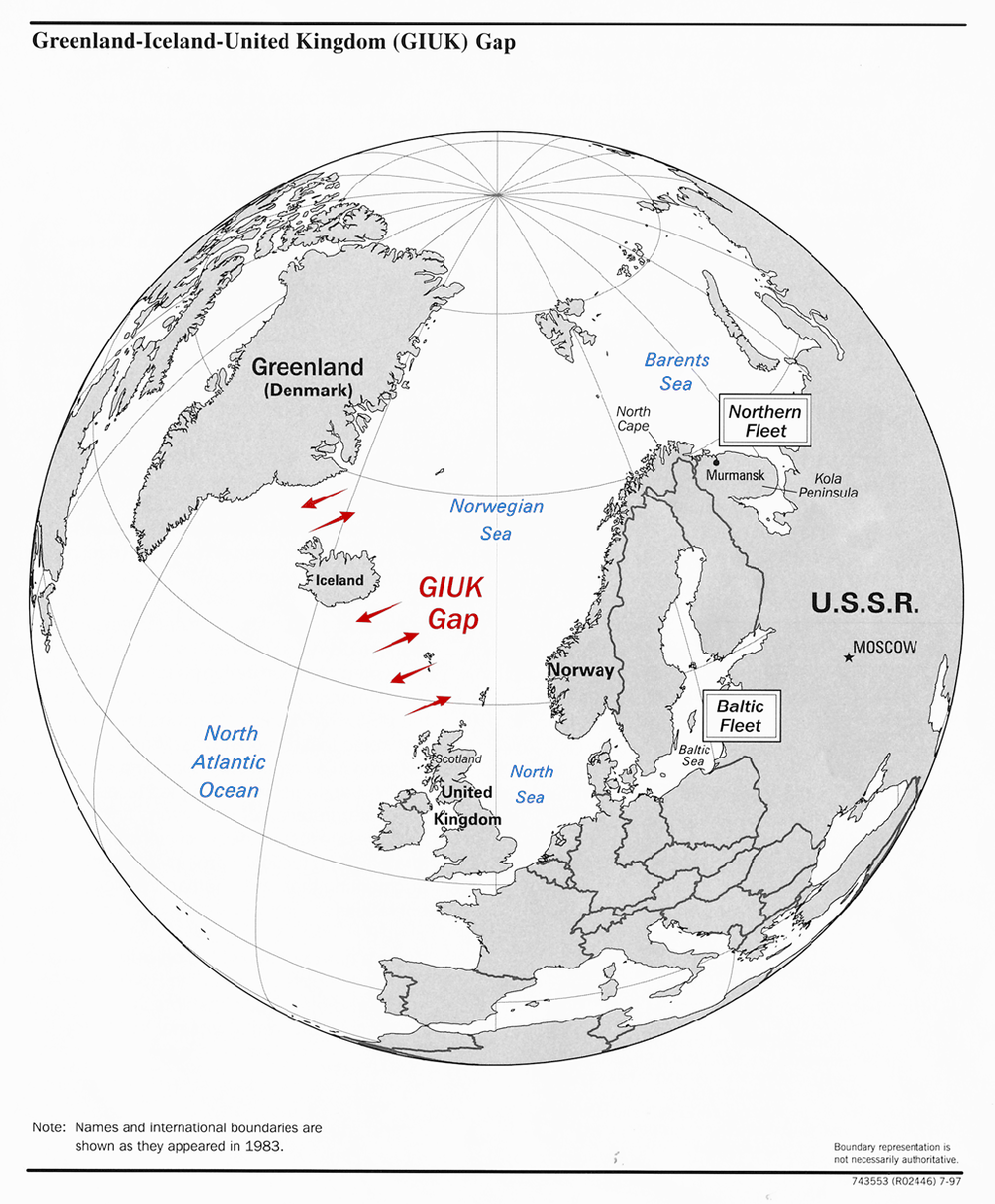
A GIUK-rés

A Szovjetunió elleni lélektani hadviselés 1981. február közepétől megszakításokkal 1983-ig tartott. A műveletek részeként NATO tengerészeti egységek végeztek titkos manővereket a Grönland-Izland-Egyesült Királyság (UK) által határolt GIUK-résben, a Norvég-tengeren valamint a szovjetek „saját” vizeinek tartott Barents-tengeren, Fekete-tengeren és Balti-tengeren. A manőverek célja annak demonstrálása volt, hogy az Észak-Atlanti Szövetség haderői mennyire közel tudnak kerülni a létfontosságú szovjet támaszpontokhoz. Amerikai bombázók egyenesen a szovjet légtér felé repültek, és csak az utolsó pillanatban fordultak el, néha hetente többször is. Ezek a színlelt támadások egyrészt értékes adatokat szereztek a szovjet légvédelem hiányos rádiólokátoros lefedettségéről, másrészt szemléltették egy esetleges atomháború során várható amerikai csapásmérő képességeket.
Nagyon idegesítette őket ez az egész. Nem tudták, hogy mi miért történik. Egy század egyenesen a szovjet légtér felé repült, az összes radar bevilágította a gépeket és az egységeik készültségbe léptek. Aztán az utolsó pillanatban a század sarkon fordult és hazarepült

### A Korean Air 007-es járatának lelövése

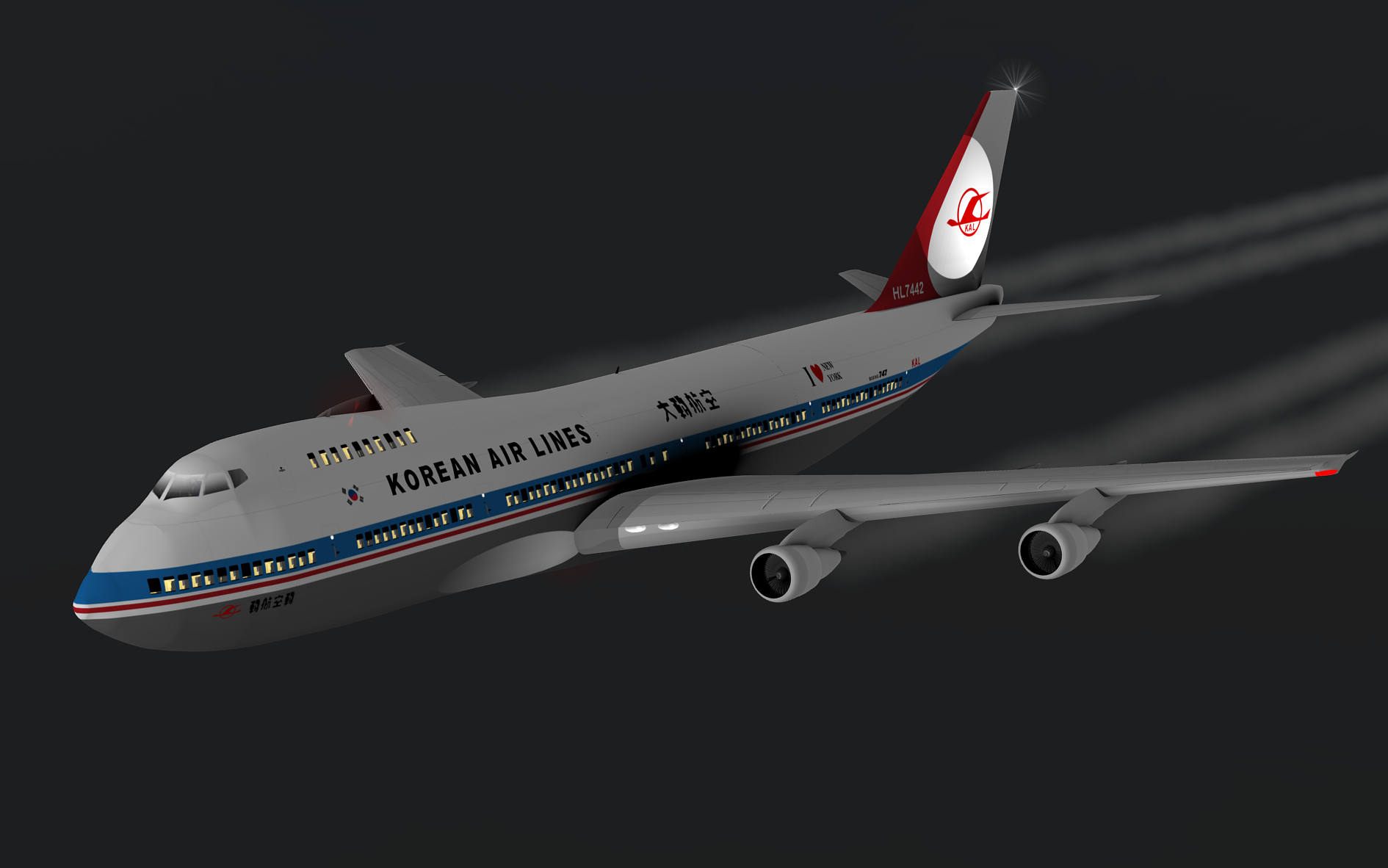
Illusztráció a HL7442-es gépről, a Korean Air légitársaság 007-es járatának Boeing 747-es gépéről

A dél-koreai légitársaság 007-es járata az alaszkai Anchorage-ból szállt fel 1983. szeptember 1-jén. Célja a dél-koreai főváros, Szöul volt. A Boeing 747-es tehetetlenségi navigációs berendezését azonban a felszállás közben rosszul állították be (nem álló helyzetben, hanem már gurulás közben indították be), így a gép a menetiránytól egyre inkább nyugat felé tért el. A pilóták mit sem sejtettek arról, hogy a Csendes-óceán helyett kijelölt útirányuktól immár 500 kilométerre eltérve a Szovjetunió szigorúan őrzött távol-keleti katonai szektorába, a Kamcsatka-félsziget majd a Szahalin-sziget fölé tévedtek. A gép elfogására küldött vadászgépek nem tudták egyértelműen polgári gépként azonosítani a KAL 007-es járatot: RC-135-ös, szintén négyhajtóműves, amerikai katonai felderítőgépnek nézték. Az elfogó Szu–15 két R–98-as légiharc-rakétával eltalálta az utasszállítót, amely 12 perccel később a tengerbe csapódott. Túlélők nem voltak.
Az incidens a két szuperhatalom kapcsolatát új mélységekbe taszította. Feltehetően a folyamatos lélektani hadviselés légtérsértési kísérletei miatt a Szovjetunió nagyon ügyelt a légterére. A polgári gép katonai célpontként való azonosítása további magyarázatot adhat a két hónappal később beindított Able Archer 83 hadgyakorlat támadási szándékként való paranoiás értelmezésére.
Az eset eredményeként Ronald Reagan elnök bejelentette, hogy az akkor még fejlesztés alatt álló GPS globális helyzetmeghatározó rendszert elkészültekor polgári felhasználók számára is elérhetővé teszik.

### Fegyverkezési verseny
1983. március 23-án Reagan elnök bejelentette a stratégiai védelmi kezdeményezés (SDI) programját, amelyet a média és a programot kritizálók „csillagháborús tervnek” is neveztek. Miközben az amerikai elnök a programot egy atomháború ellenes védőhálónak tekintette, a Szovjetunió szempontjából ez felborította az enyhülés relatív fegyverzeti egyensúlyát és a fegyverkezési versenyt a világűrbe is kiterjesztette. Brezsnyev 1982-es halálát követően Andropov lett a Központi Bizottság főtitkára. Azzal vádolta Reagant, hogy „új terveket eszel ki egy atomháború legmegfelelőbb kirobbantására és abban bízik, hogy azt a háborút meg is tudja nyerni.” A kölcsönösen biztosított megsemmisülés elve alapján egy nukleáris háborút nem lehet megnyerni, mivel az első támadás és a válaszcsapás mindkét szuperhatalmat elpusztítaná. Amennyiben azonban az SDI segítségével egy támadás kivédhetővé válik, a kölcsönös pusztulás lehetősége már nem áll fenn és a háború megnyerhetővé válik.

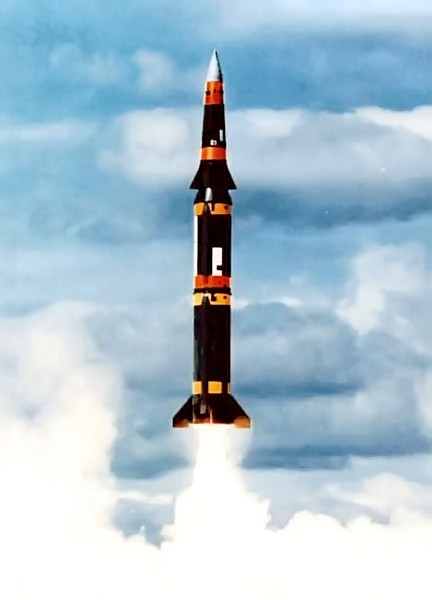
Egy amerikai Pershing II rakéta

A csillagháborús tervek miatti szovjet felháborodás azonban kisebb hatással volt a szovjet vezetés Able Archer 83 alatti idegállapotára mint az, hogy 1979-ben a NATO jóváhagyta a Pershing II közép-hatótávolságú rakéták nyugat-európai telepítését. A Pershing II-t a Szovjetunió nyugati határvidékére telepített RSZD–10 Pionyer / SS-20 közép-hatótávolságú rakéták ellensúlyozására készítették, és telepítése jelentős fenyegetést jelentett a keleti blokkra. A Pershing II ugyanis képes volt az atomtámadások ellen megerősített célpontok, például rakétasilók vagy parancsnoki bunkerek megsemmisítésére. Az önjáró rakétaindító percek alatt felkészülhetett az indításra, és a rakéta fejlett navigációs berendezése 30 méteres pontossággal juttathatta célba a robbanófejet. Egy Nyugat-Németországba telepített Pershing II rakéta 4-6 perc repülés után már elérhette a Szovjetunió nyugati részén található célpontját, így gyakorlatilag a rendszer képes volt egy első csapás kivitelezésére. A rakétarendszer képességeit megismerve a szovjet vezetés arra a véleményre jutott, hogy egy Pershing II támadást csakis egy megelőző csapással lehet kivédeni. Benjamin B. Fisher CIA történész szerint ez az észrevehetetlen Pershing II támadás réme vezette a szovjeteket a RJAN-hadművelet melletti döntéshez: minden áron felderíteni, hogy az Egyesült Államok mikor hoz atomtámadási döntést, és még a támadás megkezdése előtt megelőző csapást mérni.

## Az Able Archer 83 hadgyakorlat
Amikor tehát 1983. november 2-án a szovjet hírszerzés atomtámadást megelőző jelek után kutatott, a NATO nekikezdett az ilyen jelek színlelésének. Az Able Archer fedőnevű hadgyakorlatban számos NATO szövetséges vett részt és szimulálta egy atomháború kirobbanásának csapatirányítási, hadvezetési és távközlési feladatait. A feszült nemzetközi helyzet, a korábbi események és a hadgyakorlat kiemelkedően valósághű volta miatt a szovjet vezetés egy része, az akkori szovjet katonai doktrínának megfelelően úgy vélte, hogy a hadgyakorlat egy valódi támadás álcája. Egy február 17-én kelt KGB távirat ugyanis pontosan egy ilyen helyzetre hívta fel a figyelmet:
Figyelembe véve, hogy egy 36 órán belüli támadás végrehajtásához szükséges lépéseket a lehető legnagyobb titokban kell végrehajtani (pl. hadmozgások vagy hadgyakorlatok álcája mögött) anélkül, hogy az operatív tervek valódi tartalmára fény derülne, nagyon nagy a lehetősége annak, hogy a harcriasztási rendszert békeidőben egy meglepetésszerű RJAN végrehajtására alkalmazzák
1983. február 17-én a KGB parancsba adta az ügynökeinek számos, valószínűsíthetően atomcsapásra utaló indikátor vagy jelzés megfigyelését. Többek között ellenőrzés alatt kellett tartani „mindenkit, aki egy RJAN döntés előkészítésével és meghozatalával foglalkozik, továbbá azokat a csoportokat, amelyek tagjai egy RJAN döntés végrehajtásával kapcsolatos műszaki létesítménnyel állnak kapcsolatban valamint ezen létesítmények üzemeltetésével és távközlésével foglalkoznak.”

A G7 1983-as találkozójának résztvevői: Pierre Trudeau, Gaston Thorn, Helmut Kohl, François Mitterrand, Ronald Reagan, Nakaszone Jaszuhiro, Margaret Thatcher, Amintore Fanfani

Mivel az Able Archer 83 egy valós támadás körülményeit szimulálta, nagy valószínűséggel a parancsban megemlített műszaki személyzet aktívan részt vett a gyakorlatban. Sokkal feltűnőbb azonban, hogy Margaret Thatcher brit miniszterelnök és Helmut Kohl nyugatnémet kancellár is részt vett a gyakorlatban (bár nem egy időben). Szó volt arról, hogy Ronald Reagan elnök, George H. W. Bush alelnök és Caspar Weinberger hadügyminiszter is közreműködik. Robert McFarlane, az újonnan kinevezett nemzetbiztonsági tanácsadó, azonban hamar felismerte, hogy az ő részvétele milyen következményekkel járhatna, és visszautasította a felkérést.

DEFCON 1 készültség

Egy másik feltételezett indikátor, amelyre a szovjetek nagy valószínűséggel felfigyeltek, az Egyesült Királyság és az USA között hirtelen megnövekedett titkosított távközlési forgalom lehetett. A szovjet hírszerzés figyelmét felhívták arra, hogy „egy ellenséges RJAN előkészítését a NATO-n belül úgynevezett nukleáris konzultáció előzi meg”. A szovjet rádióforgalmazási elemzőknek bizonyára feltűnt az Able Archert megelőző egy hónapon belüli számos titkosított üzenetváltás, amelyet lehetett efféle „konzultációnak” tekinteni. A valóságban az üzenetek Grenada 1983. október 25-én megkezdett amerikai inváziójával foglalkoztak - a szigetország ugyanis brit fennhatóság alá tartozott.
A szovjet hírszerzés számára ezek a korábbi hadgyakorlatok során soha nem használt eljárások, valamint az üzenetek száma, formátuma mind arra utaltak, hogy közel állhat egy atomtámadás.
Az Able Archer 83 során a NATO haderők egyre magasabb készültséget szimuláltak, DEFCON 5-től kezdődően egészen DEFCON 1-ig. A rémeket látó KGB a szimulált készültséget azonban valósnak vélte. A szovjet hírszerzés számára a NATO doktrína szerint az „1-es operatív készenlét a hadműveletek megkezdését jelenti. Ekkor a háború már elkerülhetetlen és bármikor kezdetét veheti.”

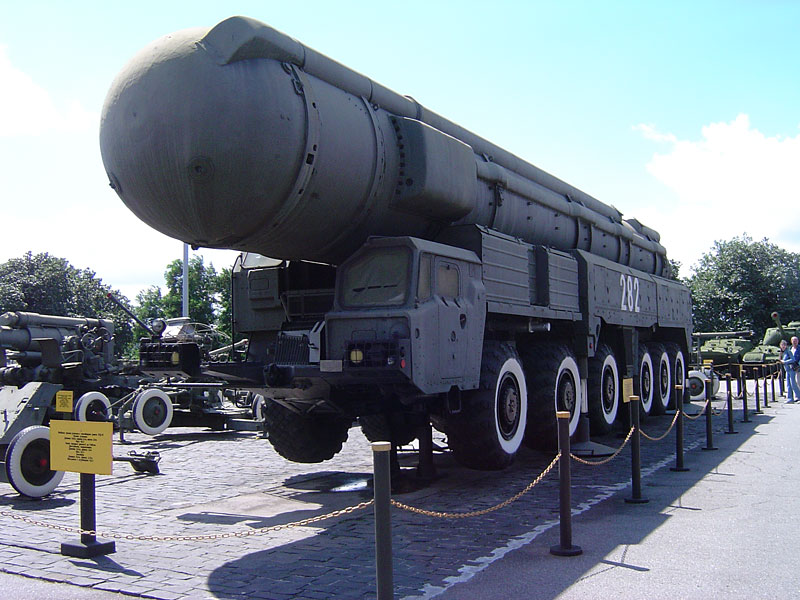
Szovjet SS-20 rakéta

A KGB tehát felderítette az amerikai atomfegyverek körül tevékenységet, amelyet egy feltételezett első csapás jeleinek véltek. A moszkvai KGB központ november 8-án vagy 9-én sürgős táviratot küldött szét a külföldi KGB irodáknak, amelyben tévesen azt jelezték, hogy az amerikai támaszpontok készültségbe álltak és azonnali tájékoztatást kért a várható amerikai első csapás részleteiről. (Oleg Gordijevszkij nem emlékezett pontosan, hogy a távirat melyik nap ment ki.) A feltételezett készültség pontosan megfelelt annak a 7-10 napnak, amennyi idő a NATO vélhetően meghozott támadási döntése és egy tényleges első csapás között telne el. A háborús félelem ekkor jutott el a csúcspontjára.
A Szovjetunió abban hitt, hogy egy NATO atomcsapás túlélésének egyetlen módja egy megelőző támadás, ezért készültséget rendelt el a nukleáris erőinél. A CIA aktivitást észlelt a Balti-tengeri katonai körzetben és Csehszlovákiában, valamint megállapította, hogy Lengyelországban és Kelet-Németországban atomfegyverek szállítására képes repülőgépeket helyeztek „bevetési készenlétbe és felkészítették a nukleáris csapásmérő erőket”. Peter Fry, a CIA egyik nyugállományú elemzője szerint a repülőgépek csupán a jéghegy csúcsát jelentették. Érvelése szerint a szovjet katonai eljárások az ilyen helyzetben az interkontinentális ballisztikus rakéták készenlétét is megkövetelik. A rakétaindításra való felkészülést egyszerűen meg lehet oldani, ám az Egyesült Államok által nagyon nehezen lehet észlelni.
Az atomtámadástól való szovjet félelem az Able Archer hadgyakorlat végével, november 11-ével elmúlt. Amikor Ronald Reagan elnök Oleg Gordijevszkij kettős ügynökön keresztül tudomást szerzett a szovjetek félelméről, így reagált: „Azt nem értem, hogyan nézték ezt valódinak - de azért érdemes ezen elgondolkodni.”

## A szovjet reakció

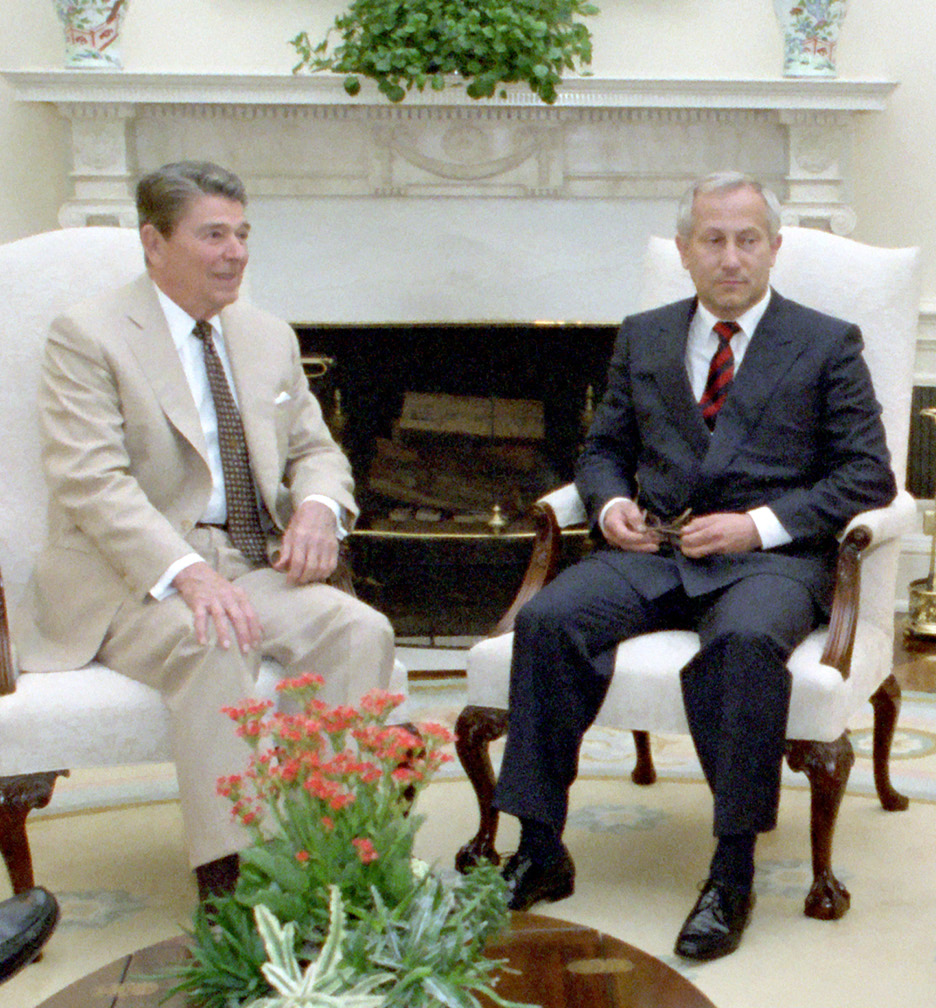
Ronald Reagan elnök és Oleg Gordijevszkij szovjet kettős ügynök

Szovjet oldalról egyedül Oleg Gordijevszkij kettős ügynök, a KGB londoni rezidentúrájának volt vezetője írt az Able Archer 83 körülményeiről. Oleg Kalugin és Jurij Svec 1983-ban KGB-sek voltak, és bár emlékirataikban megemlítették, hogy ismerték a RJAN-hadműveletet, az Able Archer 83-ról egyikük sem írt. Gordijevszkijjel együtt más varsói szerződés országok hírszerző ügynökei is kétkedéssel nyugtázták egy NATO első csapás tényét - talán mert ők közelebb voltak a Nyugathoz és ezért jobban megértették. Mindezek ellenére a kémektől tényeket és nem véleményeket vártak el. Gordijevszkij szerint a szovjet hírszerzési rendszer eme majdnem végzetes hiányossága vezetett az amerikai atomtámadástól való félelemhez.
Egyetlen szovjet politikus sem beszélt nyilvánosan az Able Archer 83-ról. Szergej Akromejev, a szovjet vezérkar akkori operatív igazgatóságának vezetője arról számolt be Don Obendorfer történésznek, hogy soha sem hallotta az Able Archer nevet. Az a tény, hogy az Able Archer 83-ra semmiféle nyilvános szovjet válasz nem érkezett több történész szerint azt jelenti, hogy a hadgyakorlat az Egyesült Államok számára nem jelentett fenyegetést.

## Az amerikai reakció
Egyes történészek szerint Ronald Reagan elnököt mélyen érintette az Able Archer 83, és többek között ez az esemény váltotta ki benne azt a változást, amely eredményeként eltávolodott a konfrontáció politikájától és a két nagyhatalom közeledése mellett döntött. A legtöbb történész elemzése szerint Reagan mindig is növelni akarta az USA haderejét, hogy így az erő helyzetéből tudjon a szovjetekkel tárgyalni. Reagan emlékirataiból kiderül, hogy milyen mély benyomást tett rá az atomháborútól való félelem. 1983. október 10-én, csupán egy hónappal az Able Archer 83 előtt, Reagan megnézett egy televíziós játékfilmet: a Másnap egy kansasi kisváros atomháború általi pusztulását mutatta be. Az elnök a naplójába azt írta, hogy a filmtől „nagyon depressziós lettem.”
Később, még mindig októberben, Reagan részt vett a Pentagon egyik atomháborús megbeszélésén. Elnökségének első két évében nem volt hajlandó az ilyenekre elmenni, mert szerinte felesleges volt egy nukleáris világégés teendőit begyakorolni - végül azonban kötélnek állt. A résztvevők szerint az elnököt letaglózta a megbeszélés: „[Reagan-t] mélységesen undorította az egész atomfegyveres téma... Ezek a háborús játékok mindenki számára nyilvánvalóvá tették, hogy milyen kiemelkedően rettenetes dolgokkal jár az egész.”
Az atomháború lehetőségére vetett eme két pillantás felkészítette az elnököt az Able Archer 83 hadgyakorlatra abból a szempontból, hogy nagyon tiszta képet kapott arról, milyen vége lehet egy helyzet fokozódásának. A többek között Gordijevszkijtől kapott hírszerzési anyagokból Reagan számára nyilvánvaló volt, hogy a szovjetek aggódnak. George Shultz külügyminiszter szerint „számunkra hihetetlenül hangzik”, hogy az oroszok valaha is azt hihették, hogy az amerikaiak igazi atomtámadást indítanának ellenük
Reagan emlékirataiban írt egy 1983-as megvilágosodásáról (anélkül, hogy név szerint említette volna az akkor még titkosított Able Archer 83-at):
Három év alatt valami meglepőt vettem észre az oroszoknál:

A szovjet hierarchia tetején álló emberek nagy része tényleg félt Amerikától és az amerikaiaktól. Lehet, hogy ennek nem is kellett volna számomra meglepőnek lennie, de az volt …
A washingtoni első pár évem alatt szerintem a kormányból sokan úgy gondoltuk, hogy oroszok számára is elképzelhetetlen, ahogy számunkra is, hogy a másik támadást indítson. Minél jobban megismertem a szovjet vezetést, és azokat, akik ismerték a szovjet vezetést, annál inkább kellett azzal szembesülnöm, hogy a szovjet vezetés nemcsak ellenfélként tartott tőlünk, de egyenesen agresszorként tekintett ránk, akik egy első csapás során atomfegyvereket zúdíthatunk rájuk …

Ezért még inkább azt szerettem volna, ha egyedül lehetnék egy szobában egy szovjet vezérrel, és így meggyőzhetném arról, hogy nem tervezgetünk a Szovjetunió ellen és az oroszoknak nem kell tőlünk félnie.

## Lásd még
- Sztanyiszlav Petrov(wd)
- MAD-doktrína

### Magyarul
- Zentai László: Huszonötéve történt - Élet és Irodalom cikk

### Angolul
- Operation RYAN, Able Archer 83, and Miscalculation: The War Scare of 1983 (A RJAN-hadművelet, az Able Archer 83 és egy elszámolás: az 1983-as háborús félelem), írta Nathan B. Jones. (angolul)
- Implications of Recent Soviet Military-Political Activities (A szovjetek közelmúltbéli katonai-politikai tevékenységeinek jelentősége), egy titkosítás alól feloldott CIA-s tanulmány 1984-ből, amely leírja a szovjetek félelmeit egy amerikai támadással kapcsolatban. (angolul)
- Did East German Spies Prevent A Nuclear War? (Keletnémet kémek akadályozták meg az atomháborút?), írta Vojtech Mastny. (angolul)
- CNN Cold War - Spotlight: War games Archiválva 2008. december 19-i dátummal a Wayback Machine-ben (CNN hidegháború - fókuszban a háborús játékok) (angolul)
- NATO First Strike Doctrine - A NATO első csapásról szóló doktrinája az Able Archer korszakából (angolul)
- The Straight Dope: Operation Able Archer: Were the United States and the Soviet Union on the brink of nuclear war? Archiválva 2008. november 20-i dátummal a Wayback Machine-ben (Able Archer hadművelet: Az USA és a Szovjetunió az atomháború küszöbén álltak?) (angolul)